# 約克夏 (紐約州普查規定居民點)
約克夏（英語：Yorkshire）是位於美國紐約州卡特羅格斯縣的普查規定居民點。

## 人口
根據2020年美國人口普查的數據，約克夏的面積為4.80平方千米，當中陸地面積為4.78平方千米，而水域面積為0.02平方千米。當地共有人口1176人，而人口密度為每平方千米245人。